# Antibioticum
Een antibioticum is een geneesmiddel dat bacteriële infecties bestrijdt (meervoud: antibiotica). Ook is het een populair middel in de veeteelt wereldwijd om dieren sneller te laten groeien.
Oorspronkelijk betekende antibioticum een medicijn van biologische oorsprong, dat ziekteverwekkers (bacteriën in het menselijk lichaam) bestrijdt. Antibacteriële stoffen die via synthetische weg werden bereid, werden oorspronkelijk chemotherapeutica genoemd. Later kon een antibioticum zowel van natuurlijke als van synthetische oorsprong zijn. De term chemotherapeutica ging verwijzen naar middelen tegen kanker.
Middelen die ziekteverwekkers doden die zich niet in het lichaam maar bijvoorbeeld op de huid of op een bureautafel bevinden, worden desinfectantia of antiseptica genoemd.
Er zijn twee belangrijke groepen antibiotica: de bactericide of bacteriedodende, en de bacteriostatische of bacterieremmende. De laatste soort antibiotica gaat de uitbreiding van de reeds aanwezige bacteriepopulatie tegen. Bij gebruik van bactericide middelen (bijvoorbeeld penicilline) moet men een aanwezige bacteriepopulatie wel laten groeien, alvorens het middel werkzaam wordt. Dergelijke middelen kunnen in principe beter niet met een antibioticum uit de bacteriostatische groep (zoals doxycycline) worden gecombineerd.

## Geschiedenis
Er zijn aanwijzingen dat reeds in de Egyptische tijd een gorgeldrank, op basis van appelschimmel, werd toegepast.
In de middeleeuwen werd ontdekt dat kwik soms werkzaam was tegen syfilis, maar vanwege de bijwerkingen was dit een twijfelachtig waagstuk - aan het Oostenrijkse hof in de 18e eeuw werd het zelfs verboden. Sinds de 16e eeuw werd ook extract van pokhout toegepast, met minder bijwerkingen. Aan het einde van de 19e eeuw kwamen er enkele medicamenten beschikbaar, met voor die tijd een relatief gunstige verhouding tussen werkzaamheid en bijwerkingen, bijvoorbeeld een ontwikkeld serum tegen difterie, en atoxyl tegen syfilis. In 1909 ontwikkelden de Duitse arts Paul Ehrlich, en zijn medewerker Sahachiro Hata, het veel minder giftige arsfenamine. De Duitse patholoog en bacterioloog Gerhard Domagk ontdekte in 1932 dat sulfonamide een bactericide was. Dit werd in 1935 op de markt gebracht.
Het eerste echte antibioticum, penicilline, werd in 1928 door de Britse arts-bacterioloog Alexander Fleming ontdekt. Het werd afgescheiden door een bepaalde penseelschimmel, penicillium chrysogenum. Het geneesmiddel werd destijds door de farmaceutische industrie niet in productie genomen omdat Fleming, uit idealisme, weigerde zijn ontdekking te patenteren. Het werd daarom zakelijk niet verantwoord geacht er in te investeren. In 1941 verschenen de eerste publicaties over de toepassing van penicilline bij mensen, en kwam, geholpen door druk vanuit de oorlogssituatie, de commerciële productie van penicilline op gang. Er werd over gesproken als 'een wondermiddel', dat een grote effectiviteit paarde aan geringe bijwerkingen.
In 1943 volgde de ontdekking van streptomycine, dat ook werkzaam was tegen tuberculose, en daarna allerlei daarvan afgeleide middelen. De ontdekking, en toepassing, van antibiotica als penicilline betekende een doorbraak in de bestrijding van ziekteverwekkende bacteriën.

## Antibioticum-klassen

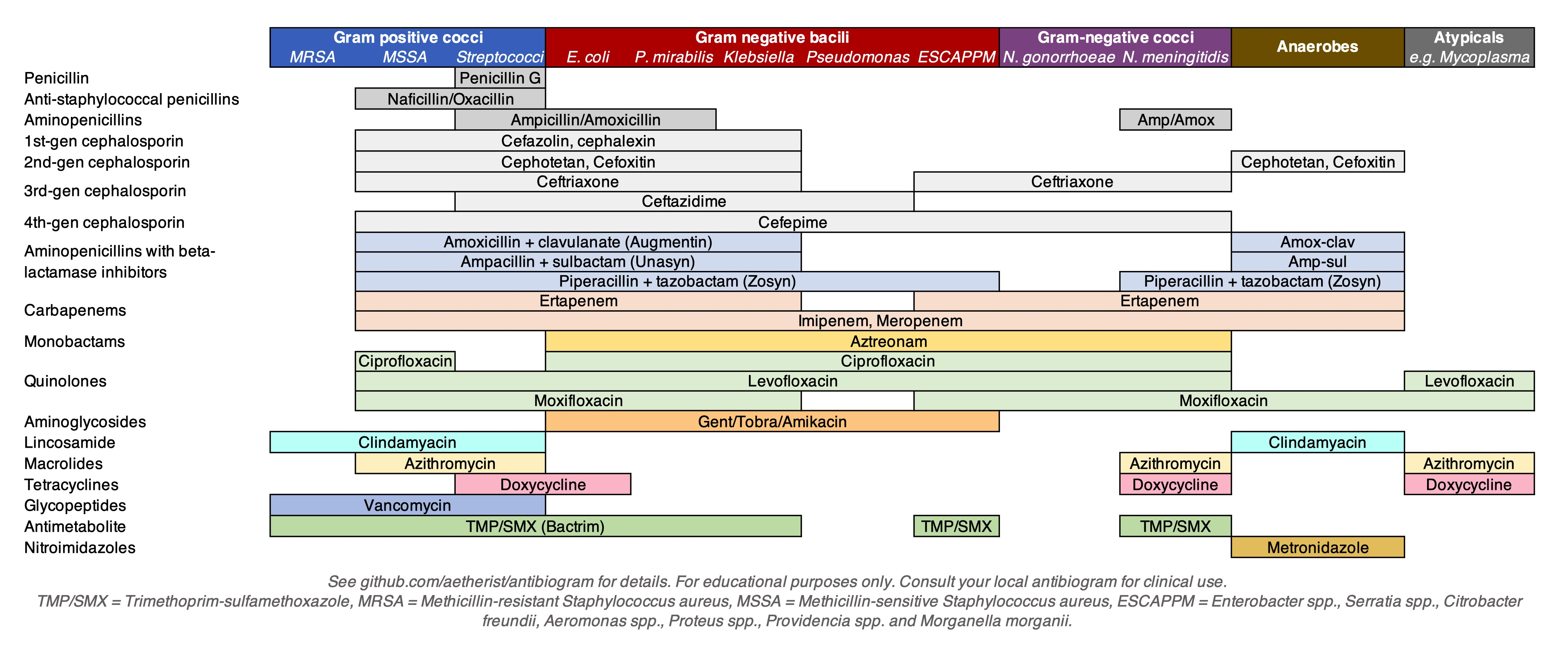
Antibiotics coverage diagram

β-Lactamantibiotica
β-lactamantibiotica bevatten een bètalactamgroep (een ring bestaande uit drie koolstofatomen en een stikstofatoom), die de celwand van de bacterie aantasten.
Soorten: penicilline (oa. feneticilline, amoxicilline, flucloxacilline), cefalosporine (oa. cefalexine, cefuroxim, ceftriaxon), monobactam (aztreonam) en carbapenem (oa. ertapenem, meropenem, imipenem). Penicilline kan geassocieerd (gecombineerd) worden met clavulaanzuur (amoxicilline-clavulaanzuur). Deze stof bevat ook een β-lactamgroep, maar wordt anders dan antibiotica, niet afgebroken door β-lactamase. β-Lactamase is een enzym dat sommige resistente bacteriën produceren. Clavulaanzuur voorkomt dat dit enzym de antibiotica kan afbreken. Sommige gebruikers ontwikkelen tijdens het gebruik een allergie voor β-lactam antibiotica.
AminoglycosidenAminoglycosiden behoren tot de snel bacteriedodende antibiotica. Ze remmen de aanmaak van proteïne (bouwstof voor de cel) in de cellen van bacteriën door zich te binden aan het 30S-ribosoom, en zo de vorming van het initiatiecomplex te inhiberen (belemmeren). Door de binding aan het ribosoom wordt het RNA verkeerd afgelezen, waardoor de eiwitsynthese wordt gestopt. Van de amino-glycosiden worden thans voornamelijk gentamicine, tobramycine en de semi-synthetische derivaten netilmicine en amikacine gebruikt.
TetracyclinesTetracyclines zijn een groep bacteriostatica gebaseerd op tetracycline. De belangrijkste tetracyclines zijn tetracycline, chloortetracycline, oxytetracycline, doxycycline en methacycline. Deze middelen zijn de eerste keus bij de behandeling van chlamydia en rickettsia.
MacrolidenMacroliden gaan de translocatie-reactie ter hoogte van het 50S-ribosoom tegen. Ze werken bacteriostatisch bij de in vivo bereikbare concentraties. Ze zijn bactericide tegenover de meest gevoelige bacteriën bij hogere concentraties. De belangrijkste macroliden zijn erytromycine, clarithromycine en azithromycine.
Chlooramfenicol/thiamfenicolChlooramfenicol en thiamfenicol remmen de eiwitsynthese bij de ribosomen.
(Fluor)chinolonenDe fluorchinolonen remmen het bacterieel DNA-gyrase (topo-isomerase II en topo-isomerase IV). Hierdoor wordt de DNA- of RNA-synthese rechtstreeks geremd, wat hun bactericide werking verklaart.
VancomycineVancomycine destabiliseert de celwand van de bacteriën.
Rifamycine/rifampicineRifamycine/rifampicine inhibeert het DNA-afhankelijke RNA-polymerase van de bacteriën.
Nitro-imidazoolderivatenNitro-imidazoolderivaten produceren superoxideradicalen die DNA van bacteriën vernietigen. Metronidazol bijvoorbeeld is zeer actief tegen anaerobe bacteriën.
Sulfonamiden/trimethoprimFoliumzuurantagonisten leggen de foliumzuurproductie van de bacteriën lam, wat leidt tot celdood. Sulfonamiden worden niet veel meer alleen gegeven, tegenwoordig is het vooral een combinatie van sulfamiden en trimethoprim, bijvoorbeeld sulfamethoxazol + trimethoprim (co-trimoxazol). sulfamethoxazol is een analogon voor para-aminobenzoëzuur, waarvan het in de plaats met pteridine reageert en een nutteloos molecuul vormt voor de foliumzuursynthese. Trimethoprim inhibeert dan weer de omzetting van 2-dihydrofoliumzuur naar 4-tetrahydrofoliumzuur. Naast sulfamethoxazol worden de sulfonamiden sulfadiazine, sulfametrol en sulfametizol in Nederland nog wel (zelden, en afnemend) gebruikt. Bij deze middelen zijn zowel het snel optreden van resistentie als een vrij grote kans op allergische reacties een probleem.
Oxazolidinonenlinezolid
niet geclassificeerde middelenEen aantal antibiotica behoort niet tot de bekende groepen. Teixobactine is een antibioticum dat nog in de onderzoeksfase verkeert. Dit antibioticum is afkomstig van een niet kweekbaar micro-organisme en heeft uitsluitend effect op grampositieve bacteriën.

## Resistentie tegen antibiotica
Het gebruik van antibiotica kan leiden tot resistenties, de bacteriën worden minder gevoelig voor het middel. Resistenties treden vooral op wanneer veel bacteriën van een gegeven soort met het middel in aanraking komen, en met name wanneer het middel niet hoog genoeg gedoseerd is, of wanneer het antibioticum onvoldoende op de plek van de infectie aankomt.
Bij een te korte behandelingsduur ontwikkelen sommige micro-organismen, bijvoorbeeld de soort mycobacterium tuberculosis, een ongevoeligheid voor een antibioticum, ondanks blootstelling aan effectieve concentraties van het gebruikte antibioticum. De meeste infecties zijn met een kortdurende behandeling echter goed te bestrijden; naar de kortst mogelijke behandeling is nog onvoldoende onderzoek gedaan.
De moderne geneeskunde is steeds terughoudender met het voorschrijven van antibiotica, om daarmee de kans op ontstaan van resistenties te verkleinen.
Vanuit de alternatieve geneeskunde wordt geopperd dat antibioticumgebruik de ontwikkeling van het immuunsysteem van kinderen belemmert. Het zou daarom beter zijn, een ziek kind met andere middelen te behandelen. Bij ernstige infecties zoals tuberculose geldt het niet geven van antibiotica in de klassieke geneeskunde als "kunstfout" (ingaand tegen de regels van de geneeskunst).

## Gebruik van antibioticum in de tandheelkunde
Voor het gebruik van antibiotica in de tandheelkunde bestaan weinig indicaties, omdat antibiotica de tanden, of eventuele wortelresten, niet goed kunnen bereiken. Uitzonderingen op die regel:
- Profylactisch bij patiënten met een risico op endocarditis of met een kunstheup.
- Ter behandeling van een groot abces
- Tegen bepaalde bacteriën die ernstige vormen van parodontitis veroorzaken.

Bij kinderen die behandeld worden met tetracycline kan het toegediende antibioticum zich hechten aan de tanden die nog in ontwikkeling zijn. Afhankelijk van het type antibioticum en de duur van de kuur, kan dit zich vervolgens in het volwassen gebit uiten door groene tot donkerblauwe verkleuringen van de tanden.

## Gebruik van antibioticum in de veehouderij

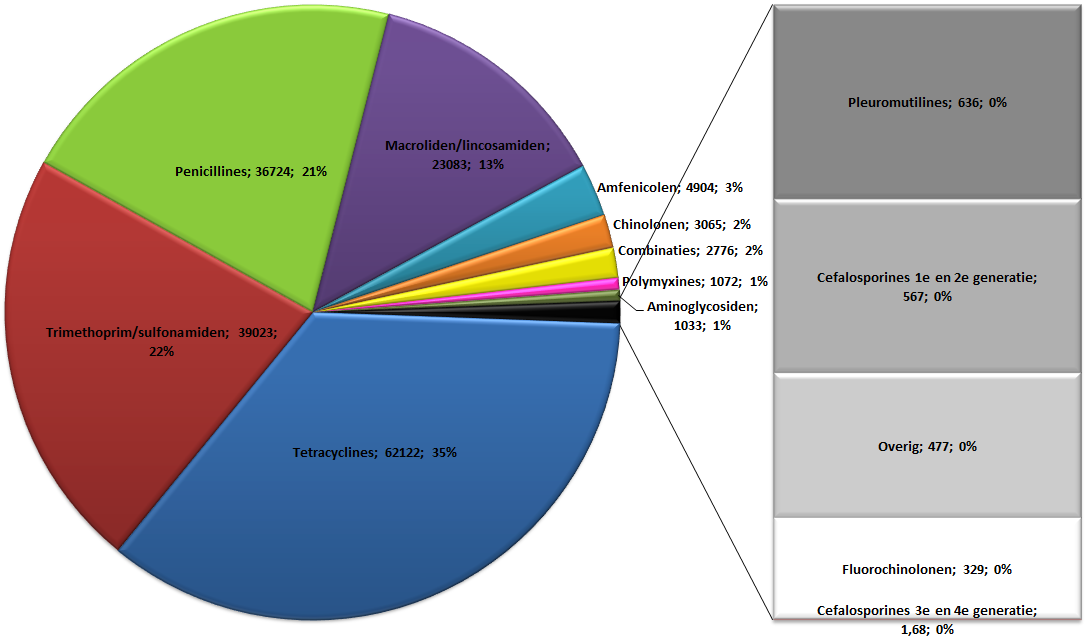
Antibioticumgebruik in de Nederlandse veehouderij in kilogram verkochte actieve stof, uitgesplitst naar farmacotherapeutische groep

De voornaamste antibiotica in de veterinaire farmacotherapie zijn de tetracyclines, sulfonamiden, aminoglycosiden, β-lactamantibiotica en de macroliden. De marktaandelen van deze stoffen verschillen per land, maar over het algemeen worden de tetracyclines en de sulfonamiden het meest intensief gebruikt.
In Europa was in 1997 het totale gebruik 5093 ton, waarvan 1494 ton therapeutisch werd gebruikt en de rest als groeibevorderende middelen. In 2011 was Nederland het land dat het meest preventieve antibiotica toediende aan het vee in Europa. Gebruik van preventieve antibiotica kan tot resistentie leiden. Voorbeelden van resistente bacteriën zijn: MRSA (Methicilline Resistente Staphylococcus Aureus) en ESBL (Extended Spectrum Bèta-Lactamase).
Volgens de Wereldgezondheidsorganisatie (WHO) gaat in sommige landen 80 procent van alle antibiotica naar de dierensector. Sinds 2006 is het voor lidstaten die binnen de Europese Unie vallen verboden antibiotica als middel voor groeibevordering bij dieren toe te dienen. In 2012 werd het preventief gebruiken van antibiotica in de veehouderij in Nederland niet langer toegestaan.